# José Luis Pérez Oyuela
José Luis Pérez Oyuela (El Socorro, 21 de abril de 1964) es un administrador de empresas, periodista y político colombiano.

## Biografía
Nació en El Socorro Santander; desde su adolescencia se radica a Cúcuta. Estudió administración de empresas en la Universidad Nacional Abierta y a Distancia e hizo su especialización en magister en Seguridad y Defensa Nacionales y realizó su doctorado de Contextualización en Defensa Nacional en la Escuela Superior de Guerra.
En 1990 se establece en Cali a iniciar su vida laborar. Se desempeñó como periodista en Diario de Occidente, Telepacífico y Cali TV. En su trayectoria en la política fue asistente del Concejo de Cali y Cámara de Representantes. En 2004 al 2011 fue Concejal de Cali y entre su cargo se destaca por ser líder social en el Valle del Cauca. En 2014 al 2018 fue elegido como miembro de la Cámara de Representantes. En 2018 fue elegido como Senador de la República de Colombia por el Partido Cambio Radical y en 2002 fue reelecto.